# Pleodendron macranthum
Pleodendron macranthum är en tvåhjärtbladig växtart som först beskrevs av Henri Ernest Baillon, och fick sitt nu gällande namn av Van Tiegh. Pleodendron macranthum ingår i släktet Pleodendron och familjen Canellaceae. IUCN kategoriserar arten globalt som akut hotad. Inga underarter finns listade.